# کربن آبی

چرخه کربن

کربن آبی (انگلیسی: Blue carbon) نوعی از کربن است که از اقیانوس‌ها و اکوسیستم‌های ساحلی به دست می‌آید. کربن گرفته شده توسط موجودات زنده در اقیانوس‌ها شامل کرنا، شوره‌زار ساحلی، علف دریایی و جلبک گرفته شده و به شکل زیست‌توده و رسوبات، ذخیره می‌شود. این اکوسیستم‌ها می‌توانند نقش مهمی در کاهش تغییرات اقلیمی و سازگاری مبتنی بر اکوسیستم داشته باشند. با این حال، وقتی اکوسیستم‌های کربن آبی تخریب یا از بین می‌روند، کربن را آزاد کرده به انتشار گازهای گلخانه‌ای می‌افزایند.